# Villar-Saint-Pancrace
Villar-Saint-Pancrace é uma comuna francesa na região administrativa da Provença-Alpes-Costa Azul, no departamento de Altos-Alpes. Estende-se por uma área de 42,53 km². Em 2010 a comuna tinha 1 530 habitantes (densidade: 36 hab./km²).